# Глава Чеченской Республики
Глава́ Чече́нской Респу́блики (чечен. Нохчийн Республикин Мехк-Да; с 23 марта 2003 по 5 апреля 2011 — Президе́нт Чече́нской Респу́блики) — высшая государственная должность в Чеченской Республике
Глава Чечни возглавляет исполнительную власть Чеченской Республики и вправе возглавить высший исполнительный орган государственной власти Чеченской Республики — Правительство Чеченской Республики.
9 февраля 2023 года Парламентом Республики был принят проект поправок в конституцию республики, который уточняет название должности главы региона на чеченском языке — «Мехк-Да» (или «Мехкан Да»)

## Права и обязанности
В соответствии со статьей 63 Конституции Чеченской Республики, глава Чеченской Республики является высшим должностным лицом республики, возглавляющим постоянно действующий высший исполнительный орган государственной власти Чеченской Республики.
Глава Чеченской Республики, являясь главой исполнительной власти, входящей в единую систему исполнительной власти Российской Федерации, определяет структуру исполнительных органов государственной власти Чеченской Республики.
В соответствии со статьей 64 Конституции Чеченской Республики, глава Чеченской Республики избирается гражданами Российской Федерации, проживающими на территории Чеченской Республики и обладающими в соответствии с федеральным законом активным избирательным правом, на основе всеобщего равного и прямого избирательного права при тайном голосовании.
Главой Чеченской Республики может быть избран гражданин Российской Федерации, обладающий в соответствии с Конституцией Российской Федерации, федеральным законом пассивным избирательным правом, не имеющий гражданства иностранного государства либо вида на жительство или иного документа, подтверждающего право на постоянное проживание гражданина Российской Федерации на территории иностранного государства, и достигший возраста 30 лет.
В соответствии со статьей 68 Конституции Чеченской Республики, глава Чеченской Республики:
1) представляет Чеченскую Республику в отношениях с федеральными органами государственной власти, органами государственной власти субъектов Российской Федерации, органами местного самоуправления и при осуществлении внешнеэкономических связей и вправе при этом подписывать договоры и соглашения от имени Чеченской Республики;
2) подписывает и обнародует законы Чеченской Республики либо отклоняет законы, принятые Парламентом Чеченской Республики, подписывает договоры и соглашения от имени Чеченской Республики;
3) вносит на рассмотрение Президента Российской Федерации, Правительства Российской Федерации и иных органов государственной власти Российской Федерации проекты актов, принятие которых находится в их компетенции;
4) формирует Правительство Чеченской Республики и принимает решение о его отставке;
5) формирует Совет общественной и экономической безопасности Чеченской Республики;
6) представляет Парламенту Чеченской Республики кандидатуры для назначения на должности судей Конституционного Суда Чеченской Республики, мировых судей;
7) не реже одного раза в год представляет послание Парламенту Чеченской Республики и народу Чеченской Республики о социально-экономическом развитии Чеченской Республики и задачах органов государственной власти Чеченской Республики на очередной год;
8) согласовывает с федеральными органами исполнительной власти кандидатуры на назначение на должности руководителей территориальных органов исполнительной власти Российской Федерации в Чеченской Республике в порядке, установленном законодательством Российской Федерации;
8-1) согласовывает представленную Генеральным прокурором Российской Федерации кандидатуру для назначения на должность прокурора Чеченской Республики;
9) назначает половину состава Избирательной комиссии Чеченской Республики;
10) вправе требовать созыва внеочередных заседаний Парламента Чеченской Республики, а также созывать вновь избранный Парламент Чеченской Республики на первое заседание ранее срока, установленного для этого Конституцией Чеченской Республики;
11) вправе участвовать в работе Парламента Чеченской Республики с правом совещательного голоса;
12) формирует Администрацию для обеспечения деятельности Главы Чеченской Республики и Правительства Чеченской Республики, определяет её полномочия и порядок деятельности, утверждает её структуру, штатную численность, назначает её руководителя, который по должности является членом Правительства Чеченской Республики и представляет в нем интересы Главы Чеченской Республики;
13) назначает на срок своих полномочий представителя в Совете Федерации Федерального Собрания Российской Федерации от исполнительного органа государственной власти Чеченской Республики; назначает на должности и освобождает от должностей полномочного представителя Главы Чеченской Республики в Парламенте Чеченской Республики;
14) назначает и освобождает от должностей представителей Чеченской Республики в субъектах Российской Федерации, а также в порядке, установленном федеральным законодательством, — представителей Чеченской Республики в субъектах зарубежных государств;
15) приостанавливает действие нормативных и иных актов органов исполнительной власти Чеченской Республики и отменяет их, если они противоречат федеральному законодательству и Конституции Чеченской Республики;
16) награждает государственными наградами Чеченской Республики, представляет в установленном порядке к награждению государственными наградами Российской Федерации;
17) обеспечивает координацию деятельности органов исполнительной власти Чеченской Республики с иными органами государственной власти Чеченской Республики и в соответствии с законодательством Российской Федерации — взаимодействие органов исполнительной власти Чеченской Республики с федеральными органами исполнительной власти и их территориальными органами, органами местного самоуправления и общественными объединениями;
18) осуществляет иные полномочия в соответствии с федеральными законами, Конституцией Чеченской Республики и законами Чеченской Республики.

## Штандарт главы Чеченской Республики
Современный штандарт главы Чеченской Республики был утвержден 23 марта 2020 году Указом № 53 в соответствии со статьей 63 Конституции Чеченской Республики.
Ахмат-Хаджи Кадыров был убежден, что для восстановления мира и стабильности нужна народная Конституция. Принятие Конституции ЧР положило конец полосе трагических событий в истории нашего народа. Сегодня чеченский народ бережно хранит мир, согласие и стабильность. Рад сообщить, что с сегодняшнего дня Глава ЧР имеет свой официальный символ власти – личный штандарт, – Магомед Даудов.

### Описание штандарта (флага)
Штандарт главы Чеченской Республики представляет собой прямоугольное полотнище из трех горизонтальных полос: верхней зеленого — 65 см, средней — белого — 10 см и нижней — красного цвета — 35 см, у древка вертикальная белая полоса с чеченским национальным орнаментом — 15 см, по всему контуру обрамляется золотой бахромой. Отношение ширины флага к его длине — 2:3. В центре расположен герб. Композиция герба выполнена на основе круга в двухмерной плоскости. Цветовое решение основано на четырех цветах: красный, желтый, синий и нейтральный белый. Во внутренней части белого круга изображен cимвол Единства, Вечности в виде национального чеченского орнамента, окрашенного в красный цвет. Стилизованные горы, историческая башня вайнахов и нефтяная вышка окрашены в синий цвет. Композиционное решение квадрат в круге. Жёлтые колосья пшеницы на синем фоне симметрично обрамляют внутренний круг, символизируя богатство чеченского народа. В верхней части колосья венчают полумесяц и звезда, окрашенные в жёлтый цвет на синем фоне. На внешнем завершающем круге изображён синий узор из орнаментов в чеченском национальном стиле на белом фоне.

## Список глав Чеченской Республики
| №                               | Портрет                    | ФИО (годы жизни)           | Срок полномочий                  | Партия                     | Примечания |
| Глава Чеченской Республики      | Глава Чеченской Республики | Глава Чеченской Республики | Глава Чеченской Республики       | Глава Чеченской Республики | Глава Чеченской Республики |
| ------------------------------- | -------------------------- | -------------------------- | -------------------------------- | -------------------------- | --- |
| —                               |                            | Доку Завгаев (род. 1940)   | 17 декабря 1995 — 15 ноября 1996 | Беспартийный               | Избран главой республики 17 декабря 1995 года. После захвата Грозного вооруженными силами ЧРИ и подписания Хасавюртовских соглашений (август 1996) фактически не обладал реальной властью. |
| Президенты Чеченской Республики |                            |                            |                                  |                            | |
| 1                               |                            | Ахмат Кадыров (1951—2004)  | 19 октября 2003 — 9 мая 2004     | Беспартийный               | Глава временной администрации с 12 июня 2000 года. Избран президентом республики 5 октября 2003 года. Погиб в результате террористического акта.                                           |
| —                               |                            | Сергей Абрамов (род. 1972) | 9 мая — 30 августа 2004          | Беспартийный               | Исполняющий обязанности президента |
| 2                               |                            | Али Алханов (род. 1957)    | 5 октября 2004 — 15 февраля 2007 | Единая Россия              | Избран президентом республики 29 августа 2004 года. Отправлен в отставку по собственному желанию.                                                                                          |
| 3                               |                            | Рамзан Кадыров (род. 1976) | 5 апреля 2007 — 5 апреля 2011    | Единая Россия              | Исполняющий обязанности президента с 15 февраля 2007 года. Утверждён парламентом ЧР по представлению президента России                                                                     |
| Глава Чеченской Республики      |                            |                            |                                  |                            | |
| 3                               |                            | Рамзан Кадыров (род. 1976) | c 5 апреля 2011                  | Единая Россия              | Утверждён парламентом ЧР по представлению президента России (с переименованием должности), переизбран всенародным голосованием в 2016 и 2021 годах                                         |
| —                               |                            | Муслим Хучиев (род. 1971)  | 11—16 февраля 2019               | Единая Россия              | Исполняющий обязанности главы республики на период временной нетрудоспособности Р. Кадырова                                                                                                |
| —                               | 13—21 января 2020          | Муслим Хучиев (род. 1971)  |                                  | Единая Россия              | Исполняющий обязанности главы республики на период временной нетрудоспособности Р. Кадырова                                                                                                |